# Let There Be Rock
| 평가 점수                     | 평가 점수  |
| 출처                          | 점수       |
| ----------------------------- | ---------- |
| AllMusic                      | [ 1 ]      |
| The Rolling Stone Album Guide | [ 2 ]      |
| Encyclopedia of Popular Music | [ 3 ]      |
| Classic Rock                  | [ 4 ]      |
| The Quietus                   | favourable |
| Spin Alternative Record Guide | 5/10       |
| MusicHound Rock               | 4/5        |

《Let There Be Rock》은 오스트레일리아의 하드 록 밴드 AC/DC의 네 번째 스튜디오 음반이다. 이 음반은 국제적으로 발매된 밴드의 세 번째 스튜디오 음반이었고, 오스트레일리아에서 발매된 네 번째 음반이었다. 베이스에서 마크 에번스를 부른 마지막 AC/DC 음반이었다. 원래 1977년 3월 21일, 오스트레일리아에서 앨버트 프로덕션 레이블로 발매되었다. 1977년 7월 25일, 애틀랜틱 레코드에 수정된 국제판이 발매되었다.

## 배경
1976년 말, AC/DC는 침체기에 빠져 있었다. 매니저 마이클 브라우닝은 "거의 모든 것이 끝날 뻔했다"고 회상했다. "런던과 유럽에서는 모든 것이 아주 잘 진행되고 있었어요. 마키 클럽에서는 모든 기록을 경신했고, 'Lock Up Your Daughters' 영국 투어와 리딩 페스티벌도 성공적으로 치렀죠. 모든 것이 아주 잘 풀리는 듯했어요." 브라우닝은 "투어 도중에 미국 애틀랜틱 레코드로부터 전화가 왔는데, 그쪽에서 《Dirty Deeds Done Dirt Cheap》 음반을 마음에 들어하지 않는다는 거였어요. 사실상 레이블에서 밴드를 퇴출시킬 거라는 얘기였죠. 그때부터 상황이 정말 나빠졌어요."라고 말했다.
"그 밴드에는 항상 포위당한 듯한 정신 상태가 있었어요. 하지만 애틀랜틱이 우리를 거절했다는 사실을 알게 된 순간 태도는 이렇게 바뀌었죠. '좆까, 저 새끼들이 뭔데 우리를 무시해?' 그때부터는 '좋아, 우리가 어떤지 제대로 보여주자!' 하는 분위기였어요. 우리는 진짜, 미친 듯이 열받아 있었어요. 굳이 논의할 필요도 없었어요. 우리는 스튜디오에 들어가서 그 음반을 만들어서 그 새끼들 엉덩이에 처박아줄 생각이었죠!"— 마크 에번스

앵거스 영은 "우리 형 조지가 어떤 음반을 만들고 싶냐고 물었어요. 그래서 우리는 '기타 리프를 잔뜩 넣을 수 있으면 좋겠어'라고 대답했어요. 투어를 쭉 다니면서 완전히 흥분 상태였거든요."라고 말했다.

## 커버 아트
오스트레일리아 커버에는 오스트레일리아 밴드 버펄로의 기타리스트 크리스 터너의 손가락이 등장합니다. 터너는 "버펄로에 약 10분간 있던 콜린 스테드라는 사람이 있었다"라고 회상했다. "그는 《플레이보이》의 센터폴드 사진작가이기도 했습니다. 그는 저에게 전화를 걸어 《Let There Be Rock》의 음반 커버를 하고 있다고 말했지만 AC/DC가 외출 중이었는데 도와줄 수 있나요? 그는 목을 타고 플래시 기타를 치고 싶었습니다. 그를 보고 앵거스는 '그는 손가락이 뚱뚱하지 않나요?'라고 말했죠."
1977년 7월에 공개된 국제 버전의 커버는 제라드 휴에르타가 디자인한 밴드의 현재 상징적인 로고가 처음 등장한 것이다. 국제 커버에 사용된 사진은 1977년 3월 19일, 잉글랜드 에식스주 사우스엔드온시의 쿠르살 볼룸에서 열린 콘서트에서 록 포토그래퍼 키스 모리스가 촬영한 것이다.

## 곡 목록
모든 곡들은 앵거스 영과 맬컴 영 그리고 본 스콧이 작사/작곡하였다.

### 오스트레일리아
| #  | 제목                  | 재생 시간 |
| -- | --------------------- | --------- |
| 1. | 〈Go Down〉           | 5:31      |
| 2. | 〈Dog Eat Dog〉       | 3:35      |
| 3. | 〈Let There Be Rock〉 | 6:06      |
| 4. | 〈Bad Boy Boogie〉    | 4:27      |

| #  | 제목                             | 재생 시간 |
| -- | -------------------------------- | --------- |
| 5. | 〈Overdose〉                     | 6:09      |
| 6. | 〈Crabsody in Blue〉             | 4:44      |
| 7. | 〈Hell Ain't a Bad Place to Be〉 | 4:14      |
| 8. | 〈Whole Lotta Rosie〉            | 5:24      |

### 국제
| #  | 제목                  | 재생 시간 |
| -- | --------------------- | --------- |
| 1. | 〈Go Down〉           | 5:31      |
| 2. | 〈Dog Eat Dog〉       | 3:35      |
| 3. | 〈Let There Be Rock〉 | 6:06      |
| 4. | 〈Bad Boy Boogie〉    | 4:27      |

| #  | 제목                             | 재생 시간 |
| -- | -------------------------------- | --------- |
| 1. | 〈Problem Child〉                | 5:25      |
| 2. | 〈Overdose〉                     | 6:09      |
| 3. | 〈Hell Ain't a Bad Place to Be〉 | 4:14      |
| 4. | 〈Whole Lotta Rosie〉            | 5:24      |

## 인증
| 국가                                                                                         | 인증        | 판매량/출하량 |
| -------------------------------------------------------------------------------------------- | ----------- | ------------- |
| 오스트레일리아 (ARIA)                                                                        | 5× 플래티넘 | 350,000^      |
| 캐나다 (뮤직 캐나다)                                                                         | 골드        | 50,000        |
| 프랑스 (SNEP)                                                                                | 골드        | 100,000*      |
| 독일 (BVMI)                                                                                  | 플래티넘    | 500,000^      |
| 스페인 (PROMUSICAE)                                                                          | 골드        | 50,000^       |
| 영국 (BPI)                                                                                   | 골드        | 100,000*      |
| 미국 (RIAA)                                                                                  | 2× 플래티넘 | 2,000,000^    |
| *판매량을 기반으로 한 인증 · ^출하량을 기반으로 한 인증 · 판매량+스트리밍을 기반으로 한 인증 |             |               |